# جورج هنري غوردون
جورج هنري غوردون (بالإنجليزية: George Henry Gordon)‏ هو ضابط ومحامي أمريكي، ولد في 19 يوليو 1823 في Charlestown, Boston ‏ في الولايات المتحدة، وتوفي في 30 أغسطس 1886 في فرامينغهام في الولايات المتحدة.